# Ashley County
Das Ashley County ist ein County im US-Bundesstaat Arkansas. Der Verwaltungssitz (County Seat) ist Hamburg. Das County gehört zu den Dry Countys, was bedeutet, dass der Verkauf von Alkohol eingeschränkt oder verboten ist.

## Geographie
Das County liegt im Südosten von Arkansas, grenzt im Süden an Louisiana und hat eine Fläche von 2432 Quadratkilometern, wovon 46 Quadratkilometer Wasserfläche sind. Es grenzt an folgende Countys und Parishes:
| Bradley County           | Drew County                  |               |
| Union County             |                              | Chicot County |
| Union Parish (Louisiana) | Morehouse Parish (Louisiana) |               |

## Geschichte

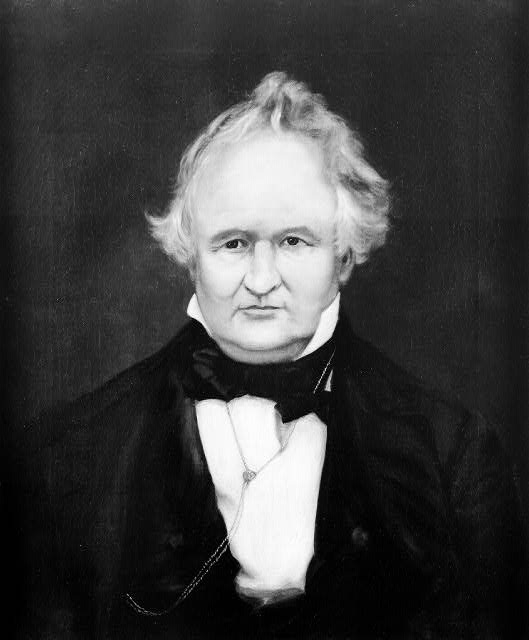
Chester Ashley

Das Ashley County, das fünftgrößte County in Arkansas, wurde am 30. November 1848 aus Teilen des Drew County, des Chicot- und des Union County als 53. County in Arkansas gebildet. Benannt wurde es nach Chester Ashley (1790–1848), einem US-Senator und Landspekulanten.
Die endgültigen Grenzen des Countys wurden 1861 festgelegt. Der Gerichtsraum im Bezirksgericht hat eine einzigartige Architektur: Er ist komplett kreisförmig und die Sitze sind so angeordnet, dass jeder jeden sehen kann.

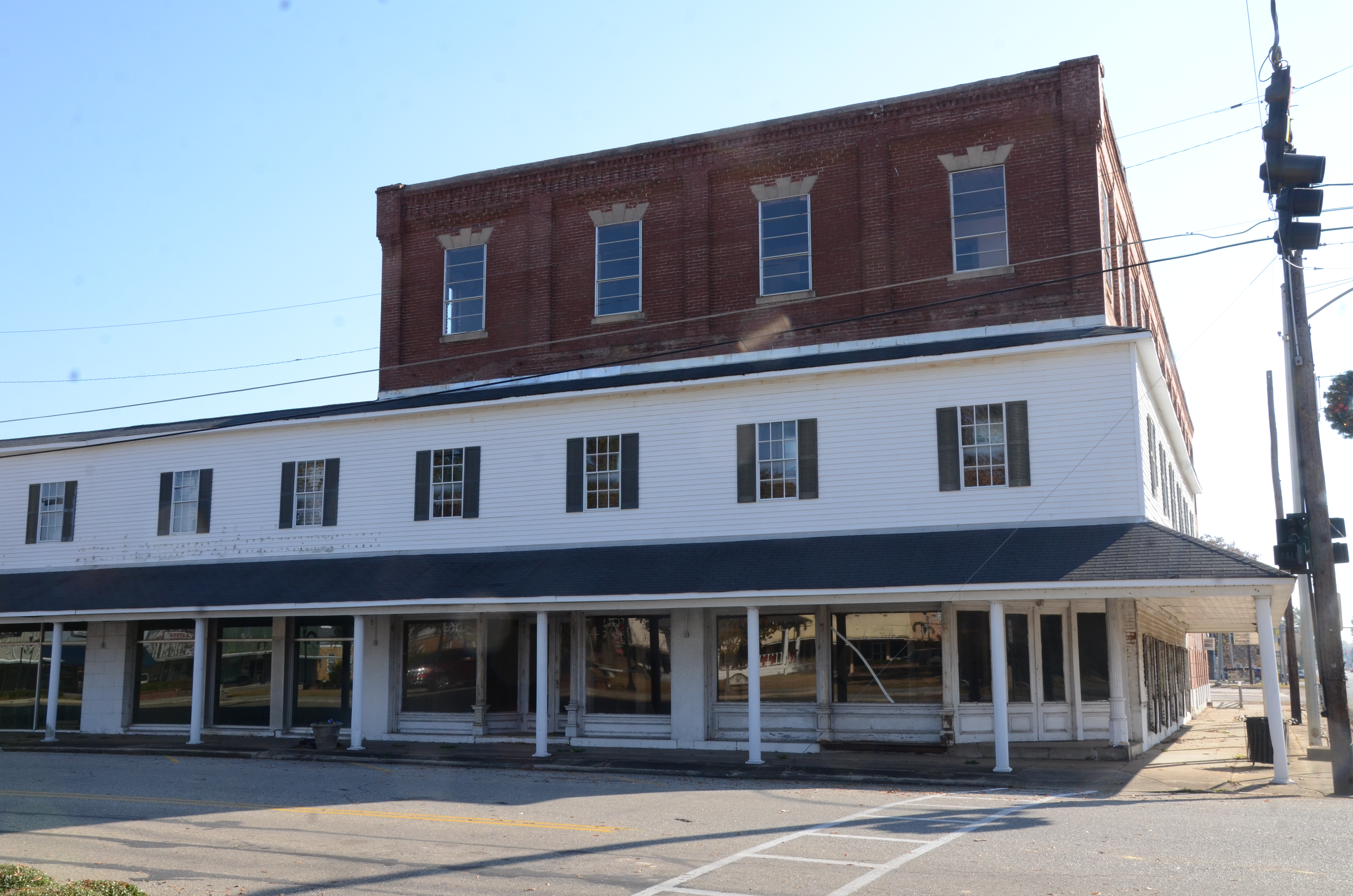
Im Hamburg Commercial Historic District (2016)

26 Bauwerke und historische Bezirke (Historic Districts) des Countys sind im National Register of Historic Places („Nationales Verzeichnis historischer Orte“; NRHP) eingetragen (Stand 7. Februar 2022), darunter der Hamburg Commercial Historic District, die Parkdale Baptist Church-AS0051 und das Pugh House.

## Demographische Daten

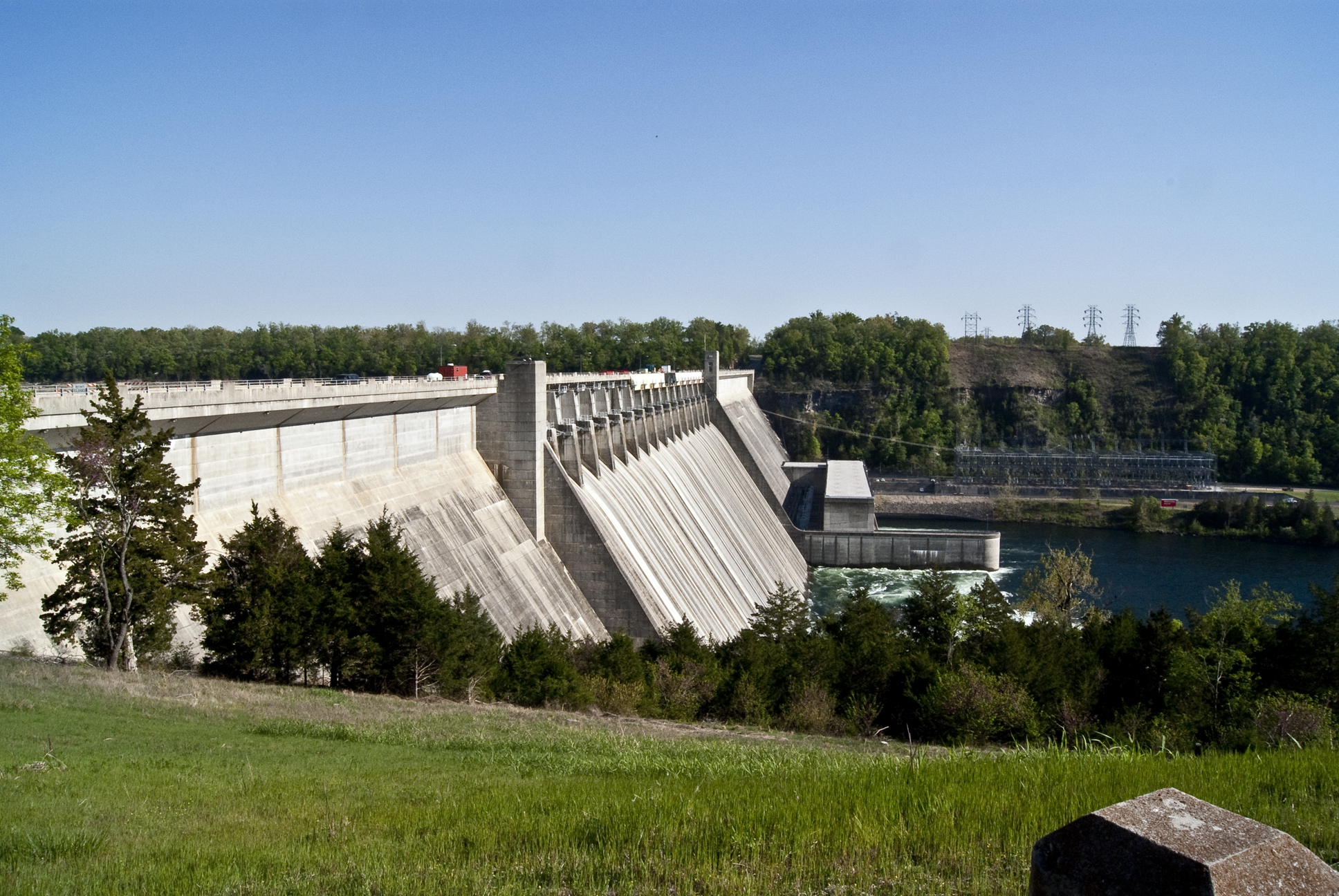
Der Bull Shoals Dam

Nach der Volkszählung im Jahr 2000 lebten im Ashley County 24.209 Menschen in 9384 Haushalten und 6906 Familien. Die Bevölkerungsdichte betrug 10 Einwohner pro Quadratkilometer. Ethnisch betrachtet setzte sich die Bevölkerung zusammen aus 69,78 Prozent Weißen, 27,10 Prozent Afroamerikanern, 0,21 Prozent amerikanischen Ureinwohnern, 0,18 Prozent Asiaten, 0,05 Prozent Bewohnern aus dem pazifischen Inselraum und 1,73 Prozent aus anderen ethnischen Gruppen; 0,96 Prozent stammten von zwei oder mehr Ethnien ab. Unabhängig von der ethnischen Zugehörigkeit waren 3,21 Prozent der Bevölkerung spanischer oder lateinamerikanischer Abstammung.
Von den 9384 Haushalten hatten 33,6 Prozent Kinder oder Jugendliche im Alter unter 18 Jahre, die mit ihnen zusammen lebten. 56,8 Prozent waren verheiratete, zusammenlebende Paare, 13,0 Prozent waren allein erziehende Mütter, 26,4 Prozent waren keine Familien. 23,9 Prozent aller Haushalte waren Singlehaushalte und in 11,2 Prozent lebten Menschen im Alter von 65 Jahren oder darüber. Die Durchschnittshaushaltsgröße lag bei 2,55 und die durchschnittliche Familiengröße bei 3,02 Personen.
26,8 Prozent der Bevölkerung waren unter 18 Jahre alt, 8,3 Prozent zwischen 18 und 24, 27,2 Prozent zwischen 25 und 44, 23,9 Prozent zwischen 45 und 64 und 13,8 Prozent waren 65 Jahre oder älter. Das Durchschnittsalter betrug 36 Jahre. Auf 100 weibliche kamen statistisch 93,3 männliche Personen und auf 100 Frauen im Alter von 18 Jahren und darüber kamen durchschnittlich 90,6 Männer.
Das jährliche Durchschnittseinkommen eines Haushalts betrug 31.758 USD, das Durchschnittseinkommen der Familien 37.370 USD. Männer hatten ein Durchschnittseinkommen von 35.089 USD, Frauen 19.501 USD. Das Prokopfeinkommen betrug 15.702 USD. 13,9 Prozent der Familien und 17,5 Prozent der Einwohner lebten unterhalb der Armutsgrenze.

## Orte im Ashley County
Citys
| - Crossett - Hamburg - Montrose | - Parkdale - Portland - Wilmot |

Town
- Fountain Hill

Census-designated places (CDP)
- North Crossett
- West Crossett

weitere Orte
- Berea
- Berlin
- Bovine
- Boydell
- Crossroad
- Gulledge
- Kimball
- Meridian
- Milo
- Mist
- Moores Mill
- Old Milo
- Pugh
- Rawls
- Riley
- Roark
- Rolfe Junction
- Snyder
- South Crossett
- Stillions
- Sulphur Springs
- Sunshine
- Thebes
- Trafalgar
- Venice
- Wallace
- White
- Whitlow
- Whitlow Junction

Townships
- Banner Township
- Bayou Township
- Bearhouse Township
- Beech Creek Township
- Carter Township
- De Bastrop Township
- Egypt Township
- Elon Township
- Extra Township
- Longview Township
- Marie Saline Township
- Mill Creek Township
- Montrose Township
- Portland Township
- Prairie Township
- Union Township
- White Township
- Wilmot Township